# Copa Libertadores da América de 1962
A Copa Libertadores da América de 1962, originalmente denominada Copa dos Campeões da América, foi a terceira edição da competição de clubes de futebol mais premiada da América do Sul. Dez equipes se classificaram, uma a mais que na temporada anterior, com a Venezuela novamente não enviando um representante. Esta foi a primeira edição em que os atuais campeões se classificaram automaticamente, permitindo que a nação que continha os detentores do título tivesse uma equipe extra no torneio.
O Santos encerrou o reinado dos Carboneros ao derrotar o Peñarol por 3 a 0 no decisivo playoff em Buenos Aires.

## Equipes classificadas
| Associação                         | Equipe               | Classificação                                   | Fase           |
| ---------------------------------- | -------------------- | ----------------------------------------------- | -------------- |
| Argentina · (1 vaga)               | Racing               | Campeão do Campeonato Argentino de 1961         | Fase de grupos |
| Bolívia · (1 vaga)                 | Deportivo Municipal  | Campeão do Campeonato Boliviano de 1961         | Fase de grupos |
| Brasil · (1 vaga)                  | Santos               | Campeão do Campeonato Brasileiro de 1961        | Fase de grupos |
| Chile · (1 vaga)                   | Universidad Católica | Campeão do Campeonato Chileno de 1961           | Fase de grupos |
| Colômbia · (1 vaga)                | Millonarios          | Campeão do Campeonato Colombiano de 1961        | Fase de grupos |
| Equador · (1 vaga)                 | Emelec               | Campeão do Campeonato Equatoriano de 1961       | Fase de grupos |
| Paraguai · (1 vaga)                | Cerro Porteño        | Campeão do Campeonato Paraguaio de 1961         | Fase de grupos |
| Peru · (1 vaga)                    | Sporting Cristal     | Campeão do Campeonato Peruano de 1961           | Fase de grupos |
| Uruguai · (1 vaga + atual campeão) | Nacional             | Vice-campeão do Campeonato Uruguaio de 1961     | Fase de grupos |
| Uruguai · (1 vaga + atual campeão) | Peñarol              | Campeão da Copa Libertadores da América de 1961 | Semifinais     |

## Formato
Esta temporada viu a competição ter um aumento de participantes em uma equipe; como resultado, a fase preliminar da temporada anterior foi eliminada. A primeira fase agora é uma fase de grupos com três grupos contendo três clubes cada. O formato para as semifinais e as finais permaneceu o mesmo, com a adição do campeão do ano anterior entrando diretamente nas semifinais.
Em cada fase do torneio, as equipes recebiam dois pontos por vitória, um ponto por empate e nenhum ponto por derrota. Se duas ou mais equipes estivessem empatadas em pontos, o seguinte critério era aplicado para determinar a classificação na fase de grupos:
1. um playoff de um jogo;
2. maior saldo de gols;
3. sorteio.

A partir desta edição, o primeiro desempate seria o playoff, seguido pelo saldo de gols.

## Fase de grupos
Nove times foram sorteados em três grupos. Em cada grupo, os times jogaram uns contra os outros em casa e fora. O melhor time de cada grupo avançou para as semifinais.

### Grupo 1
| Equipe              | Pts | J | V | E | D | GP | GC | SG  |
| ------------------- | --- | - | - | - | - | -- | -- | --- |
| Santos              | 7   | 4 | 3 | 1 | 0 | 20 | 6  | +14 |
| Cerro Porteño       | 3   | 4 | 1 | 1 | 2 | 6  | 14 | -8  |
| Deportivo Municipal | 2   | 4 | 1 | 0 | 3 | 8  | 14 | -6  |

| 11 de fevereiro | Deportivo Municipal       | 2 – 1 | Cerro Porteño | La Paz                                                                    |  |
|                 | Aguilera 4' · Camacho 84' |       | Jara 18'      | Estádio: Hernando Siles Público: 20 000 Árbitro: PER Alberto Tejada Burga |  |

| 15 de fevereiro | Cerro Porteño                         | 3 – 2 | Deportivo Municipal       | Assunção                                                             |  |
|                 | Insfrán 42' · Pavón 61' · Jiménez 84' |       | Torres 73' · Aguilera 83' | Estádio: Manuel Ferreira Público: 13 000 Árbitro: URU Esteban Marino |  |

| 18 de fevereiro | Deportivo Municipal                       | 3 – 4 | Santos                                          | La Paz                                                                    |  |
|                 | Aguilera 16' · Torres 59' · Ruiz Díaz 62' |       | Lima 42' · Mengálvio 57' · Pagão 78' · Tite 80' | Estádio: Hernando Siles Público: 38 000 Árbitro: BRA Olten Ayres de Abreu |  |

| 21 de fevereiro | Santos                                                     | 6 – 1 | Deportivo Municipal | Santos                                                                  |  |
|                 | Pepe 12' · Pagão 16', 46' · Dorval 24', 76' · Coutinho 56' |       | Aguilera 52'        | Estádio: Vila Belmiro Público: 35 000 Árbitro: PER Alberto Tejada Burga |  |

| 25 de fevereiro | Cerro Porteño | 1 – 1 | Santos     | Assunção                                                                  |  |
|                 | Cabrera 82'   |       | Dorval 56' | Estádio: Manuel Ferreira Público: 15 000 Árbitro: ARG Luis Antonio Ventre |  |

| 28 de fevereiro | Santos                                                                               | 9 – 1 | Cerro Porteño | Santos                                                                 |  |
|                 | Pepe 7', 86' (pen.) · Coutinho 35', 54', 60' · Pelé 66', 89' · Dorval 69' · Zito 80' |       | Insfrán 20'   | Estádio: Vila Belmiro Público: 45 000 Árbitro: ARG José Luis Praddaude |  |

### Grupo 2
| Equipe           | Pts | J | V | E | D | GP | GC | SG |
| ---------------- | --- | - | - | - | - | -- | -- | -- |
| Nacional         | 7   | 4 | 3 | 1 | 0 | 9  | 6  | +3 |
| Racing           | 3   | 4 | 1 | 1 | 2 | 7  | 8  | -1 |
| Sporting Cristal | 2   | 4 | 1 | 0 | 3 | 5  | 7  | -2 |

| 10 de fevereiro | Nacional                                        | 3 – 2 | Sporting Cristal  | Montevidéu                                                               |  |
|                 | Méndez 28' (pen.) · Bergara 40' · Rodríguez 49' |       | Gallardo 52', 81' | Estádio: Estádio Centenário Público: 32 000 Árbitro: CHI Domingo Massaro |  |

| 14 de fevereiro | Racing        | 2 – 1 | Sporting Cristal | Avellaneda                                                           |  |
|                 | Sosa 16', 46' |       | del Castillo 32' | Estádio: El Cilindro Público: 18 000 Árbitro: PAR José Dimas Larrosa |  |

| 17 de fevereiro | Sporting Cristal | 0 – 1 | Nacional    | Lima                                                                                    |  |
|                 |                  |       | Douksas 69' | Estádio: Estádio Nacional[carece de fontes?] Público: 12 000 Árbitro: CHI Carlos Robles |  |

| 20 de fevereiro | Sporting Cristal          | 2 – 1 | Racing      | Lima                                                                                    |  |
|                 | Flores 23' · Gallardo 32' |       | Griguol 75' | Estádio: Estádio Nacional[carece de fontes?] Público: 15 000 Árbitro: CHI Carlos Robles |  |

| 24 de fevereiro | Nacional                               | 3 – 2 | Racing                 | Montevidéu                                                             |  |
|                 | Bergara 6' · Rodríguez 24' · Pérez 82' |       | Oleniak 2' · Belén 88' | Estádio: Estádio Centenario Público: 40 000 Árbitro: CHI Carlos Robles |  |

| 27 de fevereiro | Racing                      | 2 – 2 | Nacional                  | Avellaneda                                                      |  |
|                 | Marchetta 3' · Cárdenas 72' |       | Bergara 41' · Álvarez 84' | Estádio: El Cilindro Público: 10 000 Árbitro: CHI Carlos Robles |  |

### Grupo 3
| Equipe               | Pts | J | V | E | D | GP | GC | SG |
| -------------------- | --- | - | - | - | - | -- | -- | -- |
| Universidad Católica | 5   | 4 | 2 | 1 | 1 | 10 | 9  | +1 |
| Emelec               | 4   | 4 | 2 | 0 | 2 | 12 | 10 | +2 |
| Millonarios          | 3   | 4 | 1 | 1 | 2 | 7  | 10 | -3 |

| 7 de fevereiro | Emelec                                                    | 4 – 2 | Millonarios    | Guayaquil                                                              |  |
|                | Lecaro 49' (pen.) · Raymondi 50' · Gando 70' · Aquino 83' |       | Gamboa 9', 59' | Estádio: George Capwell Público: 40 000 Árbitro: URU Pablo Victor Vaga |  |

| 10 de fevereiro | Universidad Católica                     | 3 – 0 | Emelec | Santiago                                                           |  |
|                 | Trigilli 35' · Tobar 71' · Fouilloux 76' |       |        | Estádio: Nacional Público: 16 542 Árbitro: ARG José Luis Praddaude |  |

| 14 de fevereiro | Universidad Católica                         | 4 – 1 | Millonarios  | Santiago                                                            |  |
|                 | Fouilloux 5', 73' · Trigilli 57' · Tobar 78' |       | Campillo 45' | Estádio: Nacional Público: 25 000 Árbitro: URU Juan Carlos Armental |  |

| 18 de fevereiro | Millonarios | 1 – 1 | Universidad Católica | Bogotá                                                               |  |
|                 | Klinger 26' |       | Ramírez 30'          | Estádio: El Campín Público: 25 000 Árbitro: URU Juan Carlos Armental |  |

| 21 de fevereiro | Emelec                                                             | 7 – 2 | Universidad Católica        | Guayaquil                                                              |  |
|                 | Lecaro 23' (pen.) · Raymondi 27', 38', 41', 43', 65' · Bolaños 58' |       | Fouilloux 10' · Ramírez 15' | Estádio: George Capwell Público: 40 000 Árbitro: URU Pablo Victor Vaga |  |

| 28 de fevereiro | Millonarios                         | 3 – 1 | Emelec      | Bogotá                                                            |  |
|                 | Fifi 30' · Benítez 59' · Moscol 70' |       | Gallego 22' | Estádio: El Campín Público: 15 000 Árbitro: URU Pablo Victor Vaga |  |

## Fase final

### Confrontos
|  | Semifinais           | Semifinais           | Semifinais | Semifinais | Semifinais |   |         | Final | Final | Final | Final | Final |  |
|  |                      |                      |            |            |            |   |         |       |       |       |       |       |  |
|  | Nacional             | 2                    | 1          | 1          | 4          |   |         |       |       |       |       |       |  |
|  | Nacional             | 2                    | 1          | 1          | 4          |   |         |       |       |       |       |       |  |
|  | Peñarol              | 1                    | 3          | 1          | 5          |   |         |       |       |       |       |       |  |
|  | Peñarol              | 1                    | 3          | 1          | 5          |   | Peñarol | 1     | 3     | 0     | 4     |       |  |
|  |                      |                      |            |            |            |   | Peñarol | 1     | 3     | 0     | 4     |       |  |
|  |                      |                      | Santos     | 2          | 2          | 3 | 7       |       |       |       |       |       |  |
|  | Universidad Católica | Universidad Católica | Santos     | 2          | 2          | 3 | 7       | 1     | 0     | 1     |       |       |  |
|  | Universidad Católica | Universidad Católica |            |            |            |   |         |       |       | 1     |       |       |  |
|  | Santos               | Santos               | 1          | 1          | 2          |   |         |       |       |       |       |       |  |

### Semifinais
Quatro equipes foram sorteadas em dois grupos: os três melhores colocados de cada grupo da fase anterior mais o campeão do ano pregresso, o Peñarol. Em cada grupo, as equipes jogaram umas contra as outras em casa e fora. A melhor equipe de cada grupo avançou para as finais. As partidas só foram disputadas depois da Copa do Mundo, sediada no Chile.

#### Grupo A
| Time                 | Pts | J | V | E | D | GP | GC | SG |
| -------------------- | --- | - | - | - | - | -- | -- | -- |
| Santos               | 4   | 2 | 1 | 1 | 0 | 2  | 1  | 1  |
| Universidad Católica | 1   | 2 | 0 | 1 | 1 | 1  | 2  | -1 |

| 8 de julho | Universidad Católica | 1 – 1 | Santos   | Santiago                                                            |  |
|            | Nawacki 75'          |       | Lima 59' | Estádio: Nacional Público: 27 236 Árbitro: PER Alberto Tejada Burga |  |

| 12 de julho | Santos   | 1 – 0 | Universidad Católica | Santos                                                                  |  |
|             | Zito 35' |       |                      | Estádio: Vila Belmiro Público: 15 000 Árbitro: PER Alberto Tejada Burga |  |

#### Grupo B
| Time     | Pts | J | V | E | D | GP | GC | SG |
| -------- | --- | - | - | - | - | -- | -- | -- |
| Peñarol  | 3   | 3 | 1 | 1 | 1 | 5  | 4  | 1  |
| Nacional | 3   | 3 | 1 | 1 | 1 | 4  | 5  | -1 |

| 8 de julho | Nacional                    | 2 – 1 | Peñarol           | Montevidéu                                                     |  |
|            | González 10' · Escalada 55' |       | Moacyr 32' (pen.) | Estádio: Centenario Público: 46 235 Árbitro: PAR Rubén Cabrera |  |

| 18 de julho | Peñarol                        | 3 – 1 | Nacional    | Montevidéu                                                     |  |
|             | Cabrera 20' · Spencer 72', 78' |       | Douksas 68' | Estádio: Centenario Público: 50 381 Árbitro: PAR Rubén Cabrera |  |

| 22 de julho Playoff | Peñarol     | 1 – 1 | Nacional   | Montevidéu                                                            |  |
|                     | Spencer 69' |       | Acosta 61' | Estádio: Centenario Público: 58 058 Árbitro: PER Alberto Tejada Burga |  |

O Peñarol avançou para a final devido ao melhor saldo de gols.

## Final
| Time    | Pts | J | V | E | D | GP | GC | SG |
| ------- | --- | - | - | - | - | -- | -- | -- |
| Santos  | 4   | 3 | 2 | 0 | 1 | 7  | 4  | +3 |
| Peñarol | 2   | 3 | 1 | 0 | 2 | 4  | 7  | -3 |

| 28 de julho | Peñarol     | 1 – 2 | Santos           | Montevidéu                                                     |  |
|             | Spencer 75' |       | Coutinho 5', 44' | Estádio: Centenario Público: 48 105 Árbitro: CHI Carlos Robles |  |

| 2 de agosto | Santos                     | 2 – 3 | Peñarol                      | Santos                                                           |  |
|             | Dorval 17' · Mengálvio 35' |       | Spencer 14', 49' · Sasía 51' | Estádio: Vila Belmiro Público: 18 000 Árbitro: CHI Carlos Robles |  |

| 30 de agosto Playoff | Santos                      | 3 – 0 | Peñarol | Buenos Aires                                              |  |
|                      | Caetano 11' · Pelé 48', 89' |       |         | Estádio: Monumental Público: 60 000 Árbitro: HOL Leo Horn |  |

### Premiação
| Copa Libertadores da América de 1962 |
| ------------------------------------ |
| Santos Campeão (1º título)           |

## Estatísticas

### Classificação geral
| Santos                       | 14 | 9 | 6 | 2 | 1 | 29 | 11 | +18 |
| Vice-campeão                 |    |   |   |   |   |    |    |     |
| Peñarol                      | 5  | 6 | 2 | 1 | 3 | 9  | 11 | -2  |
| Eliminados na semifinais     |    |   |   |   |   |    |    |     |
| Nacional                     | 10 | 7 | 4 | 2 | 1 | 13 | 11 | +2  |
| Universidad Católica         | 6  | 6 | 2 | 2 | 2 | 11 | 11 | 0   |
| Eliminados na fase de grupos |    |   |   |   |   |    |    |     |
| Emelec                       | 4  | 4 | 2 | 0 | 2 | 12 | 10 | +2  |
| Racing                       | 3  | 4 | 1 | 1 | 2 | 7  | 8  | –1  |
| Millonarios                  | 3  | 4 | 1 | 1 | 2 | 7  | 10 | –3  |
| Cerro Porteño                | 3  | 4 | 1 | 1 | 2 | 6  | 14 | –8  |
| Sporting Cristal             | 2  | 4 | 1 | 0 | 3 | 5  | 7  | –2  |
| Deportivo Municipal          | 2  | 4 | 1 | 0 | 3 | 8  | 14 | –6  |

### Artilheiros
| Pos | Jogador           | Equipe               | Gols |
| --- | ----------------- | -------------------- | ---- |
| 1   | Alberto Spencer   | Peñarol              | 6    |
| 1   | Coutinho          | Santos               | 6    |
| 1   | Enrique Raymondi  | Emelec               | 6    |
| 4   | Alberto Fouilloux | Universidad Católica | 4    |
| 4   | Pelé              | Santos               | 4    |